# 三徳村
三徳村（みとくそん）は、鳥取県東伯郡にあった村。現在の東伯郡三朝町の一部にあたる。

## 地理
三徳川の上流、三徳山の北川に位置していた。
- 河川：波関川[3]、小鹿川[4]

## 歴史
- 1889年（明治22年）10月1日、町村制の施行により、河村郡門前村、俵原村が合併して村制施行し、三徳村が発足[1][2]。旧村名を継承した門前村、俵原村の2大字を編成[2]。河村郡鼎村と組合役場を鼎村大字片柴村に設置[2][5]。
- 1896年（明治29年）4月1日、郡の統合により東伯郡に所属[2]。
- 1912年（大正元年）水害により鼎村とともに大きな被害を受けた[2]。
- 1914年（大正3年）
  - 9月11日、組合役場全焼により役場位置を大字片柴村1009番地に変更[6]。
  - 11月1日、大字門前村・俵原村を門前・俵原に改称[7]。
- 1917年（大正6年）12月1日、東伯郡鼎村と合併し三徳村が存続[1][2]。継承した余戸・片柴・坂本の3大字を加えて5大字を編成[2]。
- 昭和農業恐慌に対応するため農村更生運動に取り組み、1929年（昭和4年）県内の酪農先進地域として乳牛19頭を導入した[2]。
- 1953年（昭和28年）11月1日、東伯郡三朝村、小鹿村、旭村、竹田村と合併し、町制施行し三朝町を新設して廃止[1][2]。合併後、三朝町大字門前・俵原・余戸・片柴・坂本となる[2]。

### 地名の由来
三徳山にちなむ。

## 産業
- 農業

## 教育
- 1918年（大正7年）大字片柴の鼎尋常高等小学校を三徳尋常高等小学校に改称[2]。1929年（昭和4年）校舎が倒壊・焼失し1930年（昭和5年）校舎再建[2]。
- 1947年、三朝村・小鹿村との3か村組合立三朝中学校を開校[2]。（現三朝町立三朝中学校）

## 名所・旧跡
- 三佛寺（投入堂、国宝）[8]